# Lista odcinków serialu Agentka Carter
Poniżej znajduje się lista odcinków serialu telewizyjnego Agentka Carter – emitowanego przez amerykańską stację telewizyjną   ABC od 6 stycznia 2015 roku. 
W Polsce serial jest emitowany od 19 maja 2015 roku przez Fox Polska.
Serial został zamówiony przez stację ABC 8 maja 2014 roku z emisją w przerwie między sezonowej serialu Agenci T.A.R.C.Z.Y.. 7 maja 2015 roku, stacja ABC ogłosiła zamówienie 2 sezonu serialu, którego emisja rozpocznie się 19 stycznia 2016 roku. 12 maja 2016 roku poinformowano, że stacja anulowała kontynuację serialu.
| Sezon | Sezon | Odcinki | Oryginalna emisja | Oryginalna emisja | Oryginalna emisja | Oryginalna emisja | Oryginalna emisja |
| Sezon | Sezon | Odcinki | Premiera sezonu   | Finał sezonu      | Premiera sezonu   | Finał sezonu      |                   |
| ----- | ----- | ------- | ----------------- | ----------------- | ----------------- | ----------------- | ----------------- |
|       | 1     | 8       | 6 stycznia 2015   | 24 lutego 2015    | 19 maja 2015      | 7 lipca 2015      |                   |
|       | 2     | 10      | 19 stycznia 2016  | 1 marca 2016      | 11 marca 2016     | 8 kwietnia 2016   |                   |

## Sezon 1 (2015)
| № | Nr | Tytuł                                              | Reżyseria           | Scenariusz                         | Premiera (ABC)   | Premiera w Polsce (Fox) |
| - | -- | -------------------------------------------------- | ------------------- | ---------------------------------- | ---------------- | ----------------------- |
| 1 | 1  | To jeszcze nie koniec Now is Not the End           | Louis D'Esposito    | Christopher Markus Stephen McFeely | 6 stycznia 2015  | 19 maja 2015            |
| 2 | 2  | Most i tunel Bridge and Tunnel                     | Joseph Russo        | Eric Pearson                       | 6 stycznia 2015  | 26 maja 2015            |
| 3 | 3  | Czas i przypływ Time and Tide                      | Scott Winant        | Andi Bushell                       | 13 stycznia 2015 | 2 czerwca 2015          |
| 4 | 4  | Przycisk wojny błyskawicznej The Blitzkrieg Button | Stephen Cragg       | Brant Englestein                   | 27 stycznia 2015 | 9 czerwca 2015          |
| 5 | 5  | Żelazny sufit The Iron Ceiling                     | Peter Leto          | Jose Molina                        | 3 lutego 2015    | 16 czerwca 2015         |
| 6 | 6  | Deszyfrator A Sin to Err                           | Stephen Williams    | Lindsey Allen                      | 10 lutego 2015   | 23 czerwca 2015         |
| 7 | 7  | Wszystko się wali Snafu                            | Vincent Misiano     | Chris Dingess                      | 17 lutego 2015   | 30 czerwca 2015         |
| 8 | 8  | Pożegnanie Valediction                             | Christopher Misiano | Michele Fazekas Tara Butters       | 24 lutego 2015   | 7 lipca 2015            |

## Sezon 2 (2016)
| №  | Nr | Tytuł                                         | Reżyseria          | Scenariusz                                 | Premiera (ABC)   | Premiera w Polsce (Fox Polska) |
| -- | -- | --------------------------------------------- | ------------------ | ------------------------------------------ | ---------------- | ------------------------------ |
| 9  | 1  | Dama w jeziorze The Lady in the Lake          | Lawrence Trilling  | Brant Englestein                           | 19 stycznia 2016 | 11 marca 2016                  |
| 10 | 2  | Widok w ciemności A View in the Dark          | Lawrence Trilling  | Eric Pearson Lindsey Allen                 | 19 stycznia 2016 | 11 marca 2016                  |
| 11 | 3  | Lepsze anioły Better Angels                   | David Platt        | Jose Molina                                | 26 stycznia 2016 | 18 marca 2016                  |
| 12 | 4  | Dym i lustra Smoke & Mirrors                  | David Platt        | Sue Chung                                  | 2 lutego 2016    | 18 marca 2016                  |
| 13 | 5  | Atomowa robota The Atomic Job                 | Craig Zisk         | Lindsey Allen                              | 9 lutego 2016    | 25 marca 2016                  |
| 14 | 6  | Dusza towarzystwa Life of the Party           | Craig Zisk         | Eric Pearson                               | 16 lutego 2016   | 25 marca 2016                  |
| 15 | 7  | Potwory Monsters                              | Metin Huseyin      | Brandon Easton                             | 16 lutego 2016   | 1 kwietnia 2016                |
| 16 | 8  | U progu tajemnicy The Edge Of Mystery         | Metin Huseyin      | Brant Englestein                           | 23 lutego 2016   | 1 kwietnia 2016                |
| 17 | 9  | Trochę śpiewu i tańca A Little Song and Dance | Jennifer Getzinger | Michele Fazekas Tara Butters Chris Dingess | 23 lutego 2016   | 8 kwietnia 2016                |
| 18 | 10 | Hollywoodzkie zakończenie Hollywood Ending    | Jennifer Getzinger | Michele Fazekas Tara Butters Chris Dingess | 1 marca 2016     | 8 kwietnia 2016                |